# Jemanżelinsk
Jemanżelinsk (ros. Еманжели́нск) – miasto w Rosji, w obwodzie czelabińskim. W 2010 roku liczyło 30 216 mieszkańców.